# LPAR6
LPAR6 (англ. Lysophosphatidic acid receptor 6) – білок, який кодується однойменним геном, розташованим у людей на короткому плечі 13-ї хромосоми. Довжина поліпептидного ланцюга білка становить 344 амінокислот, а молекулярна маса — 39 392.
| 10         |  | 20         |  | 30         |  | 40         |  | 50         |
| ---------- |  | ---------- |  | ---------- |  | ---------- |  | ---------- |
| MVSVNSSHCF |  | YNDSFKYTLY |  | GCMFSMVFVL |  | GLISNCVAIY |  | IFICVLKVRN |
| ETTTYMINLA |  | MSDLLFVFTL |  | PFRIFYFTTR |  | NWPFGDLLCK |  | ISVMLFYTNM |
| YGSILFLTCI |  | SVDRFLAIVY |  | PFKSKTLRTK |  | RNAKIVCTGV |  | WLTVIGGSAP |
| AVFVQSTHSQ |  | GNNASEACFE |  | NFPEATWKTY |  | LSRIVIFIEI |  | VGFFIPLILN |
| VTCSSMVLKT |  | LTKPVTLSRS |  | KINKTKVLKM |  | IFVHLIIFCF |  | CFVPYNINLI |
| LYSLVRTQTF |  | VNCSVVAAVR |  | TMYPITLCIA |  | VSNCCFDPIV |  | YYFTSDTIQN |
| SIKMKNWSVR |  | RSDFRFSEVH |  | GAENFIQHNL |  | QTLKSKIFDN |  | ESAA       |

A: Аланін

C: Цистеїн

D: Аспарагінова кислота

E: Глутамінова кислота

F: Фенілаланін

G: Гліцин

H: Гістидин

I: Ізолейцин

K: Лізин

L: Лейцин

M: Метіонін

N: Аспарагін

P: Пролін

Q: Глутамін

R: Аргінін

S: Серин

T: Треонін

V: Валін

W: Триптофан

Кодований геном білок за функціями належить до рецепторів, g-білокспряжених рецепторів, білків внутрішньоклітинного сигналінгу. 
Локалізований у клітинній мембрані, мембрані.